# Deutscher Aero Club
Der Deutsche Aero Club e. V. (DAeC) ist der Dachverband der Luftsportler in Deutschland. Er hat 20 direkte Mitglieder – die Multi- (Landesverbände) und Monoluftsport-Verbände – und über 80.000 mittelbare Mitglieder mit Sitz in Braunschweig. Auf nationaler Ebene ist der DAeC Mitglied des Deutschen Olympischen Sportbundes (DOSB), auf internationaler Ebene Mitglied der Fédération Aéronautique Internationale (FAI) und von Europe Air Sports (EAS).

## Geschichte
Die Geschichte des Deutschen Aero Clubs beginnt bereits im Jahr 1881. Damals schlossen sich die Piloten von Ballonen und Luftschiffen zum Deutschen Verein zur Förderung der Luftschifffahrt zusammen. Im Jahr 1907 erfolgte die Gründung des Deutschen Aero Clubs, der später in „Kaiserlicher Aero-Club“ umgetauft wurde. Nach dem Zweiten Weltkrieg, am 4. August 1950, wurde in Gersfeld/Rhön der Dachverband der Luftsportler in Deutschland, wieder unter dem Namen Deutscher Aero Club, gegründet. Zu dieser Zeit unterlag der Luftsport noch den strengen Auflagen der Alliierten. Die ersten Treffen der Vereinsmitglieder auf der Wasserkuppe waren deshalb teilweise illegal. Zu den Initiatoren dieser Treffen gehörte Wolf Hirth, der mit der „dringend erforderlichen Interessenvertretung gegenüber den Behörden und dem Ausland“ argumentierte. Unter dem Motto „Einigkeit mach stark“ sollten alle Segelflieger, Motorflieger, Modellflieger und Ballonfahrer ein gemeinsames Dach bekommen.
Zu den ersten Gremien des neuen Dachverbandes gehörten die Sportkommissionen, die – bis auf die 1952 gegründete Fallschirmsportkommission – bereits im Jahr 1951 ins Leben gerufen wurden. Hinzu kamen bald der Technische Ausschuss, der Ausschuss für Luftfahrtmedizin, der Meteorologische Ausschuss, der Ausschuss für Presse und Werbung, der Rechtsausschuss und die Luftsportjugend im DAeC.
Im Juli 1951 wurde der DAeC von der Fédération Aéronautique Internationale (FAI) als Vertretung der deutschen Luftsportler aufgenommen. Zwei Jahre nach der Gründung zählte der DAeC bereits 16.000 Mitglieder, 1960 waren es mehr als doppelt so viele. Heute gehören rund 100.000 Gesamtmitglieder zu dem Verband. Einen Meilenstein in der Verbandsgeschichte stellte der Zusammenschluss mit dem Flug- und Fallschirmsportverband (FFSV) am 21. September 1990 dar – dem Luftsportverband der DDR.
Am 1. September 1999 zog die Bundesgeschäftsstelle des Deutschen Aero Clubs von Heusenstamm bei Frankfurt nach Braunschweig.
Zu dem Zweck des Dachverbandes zitierte der Aerokurier Georg Brütting, von 1977 bis 1983 Präsident des Deutschen Aero Clubs, mit den Worten: „So verschiedenartig die einzelnen Luftsportarten auch sein mögen, so war es gut und richtig, sie unter einem Dach im Deutschen Aero Club zusammenzufassen und zu betreuen, so wie es international auch in der Weltluftsportorganisation FAI geschieht. Die Einheit hat den Luftsport stark gemacht, und sie ist heute wichtiger denn je.“

## Zweck
Satzungsgemäß erklärter Zweck des Verbandes ist es, alle Luftsporttreibenden und die für sie tätigen Verbände und Vereine in Deutschland zusammenzuschließen.
Um als Fachverband die speziellen Interessen der einzelnen Luftsportarten zu vertreten und weiterzuentwickeln, haben sich spezielle Sportfachverbände gegründet. Folgende Verbände sind ordentliche Mitglieder im DAeC (Luftsportverband mit besonderer Aufgabenstellung):
- Deutscher Freiballonsportverband (DFSV)
- Deutscher Kunstflug Verband (DKUV)
- Deutscher Verband zur Förderung des Sports mit leichten Luftsportgeräten (DVLL)
- Modellflugsportverband Deutschland (MFSD)

## Gliederung
Der DAeC ist föderal gegliedert. Jedes Bundesland beheimatet einen rechtlich selbstständigen Landesverband. Nur diese Landesverbände sind die stimmberechtigten Mitglieder des DAeC. Für den Einzelnen besteht die Mitgliedschaft im DAeC mittelbar durch Beitritt in den jeweiligen Landesverband oder in einen seiner Mitgliedsvereine.
Nicht alle entsprechenden Luftsportler, Vereine oder Verbände sind dem DAeC angeschlossen. Zentrale des DAeC ist die Bundesgeschäftsstelle am Forschungsflughafen Braunschweig. Zu ihren Hauptaufgaben gehören die Zusammenarbeit mit den Mitgliedsverbänden, die Wahrnehmung und Sicherung von Interessen des Luftsports und die Unterstützung der Aktivitäten der Bundeskommissionen.

## Luftsportarten

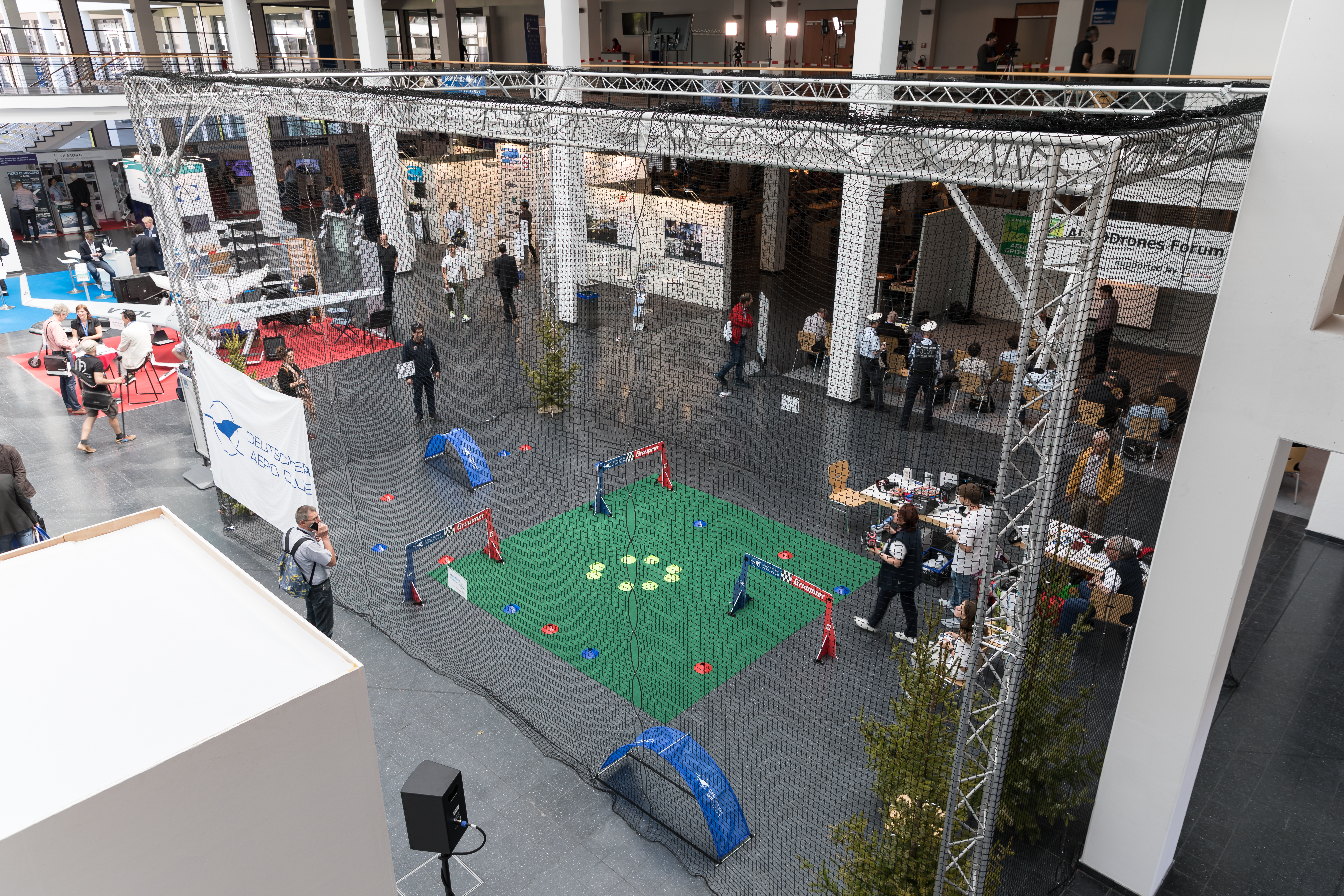
Drohnen-Parcours

Die DAeC-Mitglieder sind in sieben Luftsportarten aktiv. Dazu gehören Segelfliegen, Motorfliegen, Modellfliegen, Fallschirmspringen, Ballonfahren, Ultraleichtfliegen und Drachen- und Gleitschirmfliegen. In den verschiedenen Disziplinen der Sportarten richtet der DAeC nationale und internationale Meisterschaften aus, er verwaltet Sportlizenzen und dokumentiert Rekorde.

## Hauptversammlung und Vorstand
Die ordentliche Hauptversammlung ist das höchste Organ des DAeC. Sie findet in der Regel einmal im Jahr statt und setzt sich zusammen aus: den Vorsitzenden der Bundeskommissionen (Segelflug, Modellflug, Motorflug, Fallschirmsport, Ballonfahrt, Ultraleicht, Gleitschirm- und Drachenflug), den Vorsitzenden der regionalen Multi-Luftsportverbände und den Vorsitzenden der nationalen Mono-Luftsportverbände.
Der Vorstand des DAeC teilt sich auf in den Präsidenten und dessen Vizepräsidenten. Präsident ist Claus Cordes, Vizepräsident Chris Walther und Schatzmeister Rudi Baucke. Zur Liste der früheren DAeC-Präsidenten gehören unter anderem Günter Graf Hardenberg, Georg Fürst von Waldburg zu Zeil und Trauchburg, Emich Fürst zu Leiningen, Harald Quandt (er hatte im Jahr 1960 den ersten Privatjet), Georg Brütting, sowie Herbert Culmann (ex-Lufthansa-Chef), Klaus Koplin und Stefan Klett. Aktueller Präsident ist Claus Cordes, Vizepräsident ist Chris Walther und Vizepräsident der Finanzen ist Rudi Baucke.
Generalsekretär des DAeC ist seit dem 18. April 2017 Hubertus von Samson-Himmelstjerna, der Udo Beran abgelöst hat. Die Bundesgeschäftsstelle befindet sich in Braunschweig.

## Luftsportgeräte-Büro
In der Verordnung zur Beauftragung von Luftsportverbänden (BeauftrV) sind die Fachverbände und damit der DAeC als Beauftragte benannt. Die Beauftragung an Luftsportverbände unterliegt der Auflage, dass diese Verwaltungsdienstleistungen von der allgemeinen Tätigkeiten der Verbände zu trennen sind und auch Personen außerhalb der Verbände zur Verfügung stehen. Die Rechts- und Fachaufsicht über diese hoheitliche Tätigkeit hat das Luftfahrt-Bundesamt.
Der DAeC wurde vom Bundesministerium für Verkehr und digitale Infrastruktur beauftragt, öffentliche Aufgaben zu übernehmen, die sich aus der Benutzung von verschiedenen Luftsportgeräten ergeben (§1 BeauftrV). Zu diesen Aufgaben gehören die Erteilung von Musterzulassungen und Verkehrszulassungen von Ultraleichtflugzeugen. Außerdem übernimmt das Büro die Ausbildung und Berechtigung des Luftfahrtpersonals, Aufsicht über den Betrieb von Luftsportgeräten sowie Musterprüfungen von Großflugmodellen. Insgesamt sind beim DAeC 180 Luftfahrschulen für UL-Piloten und 16 für Fallschirmspringer registriert.

### Ultraleichtflugzeuge und Ultraleichthubschrauber
Der DAeC ist in Deutschland gemäß § 1 der „Verordnung zur Beauftragung von Luftsportverbänden (BeauftrV)“ vom 16. Dezember 1993 (BGBl. I S. 2111), zuletzt geändert durch die Verordnung vom 1. Oktober 2001 (BGBl I S. 2638), mit der Wahrnehmung der folgenden öffentlichen Aufgaben im Zusammenhang mit der Benutzung des Luftraums durch Ultraleichtflugzeuge und Ultraleichthubschrauber betraut:
1. Erteilung der Muster- und Verkehrszulassung dieser Luftsportgeräte,
2. Erteilung der Erlaubnisse und Berechtigungen für das Luftfahrtpersonal dieser Luftsportgeräte,
3. Erteilung der Erlaubnisse für die Ausbildung dieses Luftfahrtpersonals,
4. Aufsicht über den Betrieb von Luftsportgeräten auf Flugplätzen und Geländen, wenn beide ausschließlich dem Betrieb von Luftsportgeräten dienen und soweit nicht ein anderer Beauftragter die Aufsicht führt
5. Erhebung von Kosten nach der Kostenverordnung der Luftfahrtverwaltung in der jeweils gültigen Fassung,
6. die Wahrnehmung der Aufgaben entsprechend den Nummern 2 bis 5 für ein- oder zweisitzige Luftsportgeräte mit einem nicht fest mit dem Luftfahrzeug verbundenen Motor und mit einer höchstzulässigen Leermasse von 120 Kilogramm einschließlich Gurtzeug und Rettungsgerät.

Vollkommen gleichberechtigt ist gem. § 2 BeauftrV auch der DULV mit exakt diesen Aufgaben beauftragt.

### Gleitflugzeug
Gem. § 3a der BeauftrV ist der DAeC ebenso wie der Deutsche Hängegleiterverband darüber hinaus mit der Wahrnehmung der folgenden öffentlichen Aufgaben im Zusammenhang mit der Benutzung des Luftraums durch Gleitflugzeuge gem. § 1 Abs. 4 LuftVZO betraut:
1. Erteilung der Erlaubnisse und Berechtigungen für das Luftfahrtpersonal dieser Luftsportgeräte,
2. Erteilung der Erlaubnisse für die Ausbildung dieses Luftfahrtpersonals,
3. Erteilung der Erlaubnisse zum Starten und Landen mit diesen Luftsportgeräten außerhalb der genehmigten Flugplätze (§ 25 Luftverkehrsgesetz)
4. Aufsicht über den Betrieb von Luftsportgeräten auf Flugplätzen und Geländen, wenn beide ausschließlich dem Betrieb von Luftsportgeräten dienen und soweit nicht ein anderer Beauftragter die Aufsicht führt
5. Erhebung von Kosten nach der Kostenverordnung der Luftfahrtverwaltung in der jeweils gültigen Fassung.

### Sprungfallschirme
Darüber hinaus gilt gem. § 4 der BeauftrV eine entsprechende Beauftragung gleichberechtigt für den DAeC und den DFV bezüglich der Benutzung des Luftraums durch Sprungfallschirme.

### Flugmodelle
Gem. § 4a der BeauftrV ist der DAeC gleichberechtigt mit dem Deutschen Modellfliegerverband e. V. entsprechend mit der Wahrnehmung der folgenden öffentlichen Aufgaben im Zusammenhang mit der Benutzung des Luftraums durch Flugmodelle gem. § 1 Abs. 1 Nr. 8 LuftVZO betraut:
1. Erteilung der Musterzulassung von Flugmodellen mit einer höchstzulässigen Startmasse von mehr als 25 Kilogramm und bis zu 150 Kilogramm
2. Erteilung der Erlaubnisse für Steuerer dieser Flugmodelle
3. Erteilung der Erlaubnisse für die Ausbildung für Steuerer dieser Flugmodelle
4. Erhebung von Kosten nach der Kostenverordnung der Luftfahrtverwaltung in der jeweils gültigen Fassung.